# اللجنة الوطنية للتربية والثقافة والعلوم (فلسطين)
اللجنة الوطنية للتربية والثقافة والعلوم هي مؤسسة أنشئت بقرار من منظمة التحرير الفلسطينية، من أجل الدفاع عن قيم الحرية والديمقراطية، والكرامة والتضامن، والإحترام، والإنصاف، والتفاهم، والسلام التي تنطلق منها مبادىء اليونسكو وهيئة الأمم المتحدة.

## مراحل التأسيس
مرت اللجنة بعدة مراحل لإنشائها وتأسيسها:
- كلفت اللجنة التنفيذية لمنظمة التحرير الفلسطينية عام 1985 السيد ياسر عمرو رئيس دائرة التربية والتعليم العالي بوضع الأسس الخاصة والنظم اللازمة لإنشاء اللجنة في إطار دائرة التربية والتعليم العالي في منظمة التحرير الفلسطينية.

- صادق ياسر عرفات عام 1992 على قرار رقم 4217 الذي نص على تشكيل لجنة تسمى اللجنة الوطنية الفلسطينية للتربية والثقافة والعلوم، بموجب نظام خاص لهذه الغاية. وتم تعيين جهاد قرة شولي مديراً عاماً لدائرة التربية والتعليم العالي في المنظمة، وأمين عام للجنة الوطنية.
- عام 1994، أصدر الرئيس ياسر عرفات قراراً بإعادة تشكيل اللجنة الوطنية الفلسطينية للتربية والثقافة والعلوم في مدينة رام الله، كهيئة حكومية، ذات ذمة مالية وإدارية مستقلة، وتدخل ميزانيتها ضمن الموازنة العامة للسلطة الوطنية الفلسطينية، وتعيين أمين عام لها، يتولى شؤون الإتصال، وتبادل المعلومات مع المنظمات المعنية، وتنسيق أعمالها مع الوزارات والمؤسسات المختصة في التربية والعلوم والثقافة، حسب توجيهاته والنظام الأساس لها. وتم تعيين جهاد قره شولي أمينا عاما لها، وبقيت اللجنة الوطنية تمارس مهامها في إطار مكتب الرئيس حتى عام 2005.
- أصدر الرئيس محمود عباس مرسوماً رئاسياً ألحق بموجبه اللجنة الوطنية بدائرة التربية والتعليم العالي بمنظمة التحرير الفلسطينية.
- في 7 أكتوبر2005، أصدر الرئيس محمود عباس قرار ثاني ألحق بموجبه اللجنة الوطنية لمجلس الوزراء، وعين الأخ هشام مصطفى أمين عام للجنة الوطنية بدرجة وكيل، خلفاً للسيد جهاد قره شولي. وشكل هيئة إشراف برئاسة وزير التربية والتعليم، وعضوية وزير الثقافة، وأمين عام مجلس الوزراء.

## الرؤية والرسالة
تسعى اللجنة الوطنية للتربية والثقافة والعلوم، من خلال سياقها المعرفي لتعميق حضورالثقافة والإبداع والوعي التربوي والعلمي وجعله جزءاً أصيلاً من الوعي العام. وحراسة للذاكرة من الخلخلة، ومعرفة تمنح الأجيال الجديدة مساحة من العطاء الوافر لتقديم العطايا الإبداعية والمعرفية. ومن أجل بناء البنية التحتية للمؤسسات التربوية والثقافية والعلمية، وإعداد الإنسان الفلسطيني ثقافياً وعلمياً وتربوياً وتعميم وصول المعرفة والخبرات من أجل التنمية للمساهمة في بناء الدولة الفلسطينية المستقلة وعاصمتها القدس الشريف. والمساهمة في تحقيق الوحدة الفكرية بين الشعب الفلسطيني وشعوب الأمة العربية لحمل الرسالة الحضارية الى العالم.

## الأهداف الإستراتيجية
للجنة الوطنية مجموعة أهداف وهي:
- الحفاظ على الذاتية الثقافية والحضارية والتراثية والتاريخية للهوية الوطنية للشعب الفلسطيني وذلك من خلال الحفاظ على المورث الثقافي ومنع محاولات طمسها وتغييبها.
- تطوير البنية التحتية لقطاعات التربية والثقافة والعلوم داخل الوطن وفي الشتات والإسهام في دعم الجهات ذات العلاقة وتنفيذ مشروعاتها المنسجمة مع المشروع الوطني بشكل عام .
- الحفاظ على علاقة استراتيجية دائمة مع المنظمات الدولية والعربية والإسلامية ضمن سياق التكاملية والموضوعية بما يضمن تحقيق الأهداف المرجوة.
- التمكين المعتمد أساسا على مواكبة التطور وضمان الاستدامة والتعاون البناء مع القطاعات المستهدفة والشريكة.
- تحقيق الاتصال الفكري والثقافي بين فئات الشعب الفلسطيني بالوطن وفي كافة أماكن تواجده.
- تحقيق أكبر قدر من الاستفادة المرجوة والنتائج الإيجابية الناتجة عن التطور الدائم والمتعلق بالتجارب الدولية والعربية والإسلامية.
- المحافظة على علاقات مهنية راسخة وعميقة مع اللجان في الدول الأعضاء والتي تتشاطر مع اللجنة في منهجية العمل المشترك نحو الوصول إلى الأهداف السامية.

## الأهداف الفرعية
- ضمان استمرارية تدفق التمويل للمشاريع والبرامج التي يتم اعتمادها من قبل المنظمات وتحقيق أكبر قدر من الاستفادة.
- توعية المجتمع الفلسطيني في الوطن وخارجه بالمنظمات العربية والإسلامية والدولية التي تعنى بالتربية والثقافة والعلوم.
- التمثيل الدائم والمستمر والفاعل لفلسطين في المؤتمرات العامة للمنظمات وإشراك ممثلين عن الجهات الوطنية ذات العلاقة.
- رفع القدرات والمهارات للكوادر المهنية والفنية العاملين في اللجنة وكذلك كوادر الجهات الوطنية ذات العلاقة.
- تمكين القطاعات الاجتماعية المختلفة وبخاصة تلك التي تعنى بالمرأة والطفل.
- تمكين القطاعات الثقافية والتاريخية والفكرية المختلفة وبخاصة تلك التي تعنى بالتراث والفنون والفلكلور والشعروالأدب والتدوين التاريخي بحيث يتم اعتماد برامج ومشاريع خاصة بها.
- تمكين القطاعات العلمية والأكاديمية المختلفة وبخاصة تلك المؤسسات التي تعنى بالتعليم العالي والتعليم التقني والبحث العلمي والاختراعات والإبداعات المتنوعة وذلك من خلال اعتماد برامج ومشاريع خاصة بها.

## رؤساء اللجنة
شغل منصب رئيس اللجنة على الترتيب كل من:
- د. ياسر عمرو، وزير التربية والتعليم عام 1985.
- ياسر عبد ربه.
- د. رياض الخضري عام 2006.
- يحيى يخلف عام 2006.
- محمود إسماعيل عام 2015.

## الأمناء العامون
شغل منصب الامين العام للمنظمة كل من:
- جهاد قرة شولي "ابو منهل" عام1994.
- هشام مصطفى عام 2005.
- إسماعيل التلاوي 2006.
- مراد السوداني 2014.
- دواس دواس 2019.
- جهاد رمضان 2025.

## العلاقة مع منظمة الألكسو
الغاية من إنشاء المنظمة كما وردت في المادة الأولى من دستور منظمة الألكسو هي التمكين للوحدة الفكرية بين أجزاء الوطن العربي عن طريق التربية والثقافة والعلوم، ورفع المستوى الثقافي حتى يقوم بواجبه في متابعة الحضارة العالمية والمشاركة الإيجابية فيها. وفي إطار هذا الهدف العام، تنهض المنظمة العربية للتربية والثقافة والعلوم بجملة من المهام، من أبرزها العمل على رفع مستوى الموارد البشرية في البلاد العربية والنهوض بأسباب التطويرالتربوي والثقافي والعلمي والبيئي والاتصالي فيها، وتنمية اللغة العربية والثقافة العربية الإسلامية داخل الوطن العربي وخارجه، ومد جسور الحوار والتعاون بين هذه الثقافة والثقافات الأخرى في العالم. في عضويتها اثنتين وعشرين دولة ويتألف هيكلها التنظيمي من العناصر الاتية:
- الهيكل التشريعي: يتمثل في المؤتمر العام (ينعقد مرة كل سنتين) والمجلس التنفيذي (يعقد ثلاثة اجتماعات عادية على الأقل خلال كل دورة مالية).
- الهيكل التنفيذي: يضم المدير العام ( ينتخبه المؤتمر العام لمدة أربع سنوات قابلة للتجديد مرة واحدة ) والمديرالعام المساعد.
- الهيكل الفني والإداري ويشمل: مكتب المدير العام، أمانة المجلس التنفيذي والمؤتمر العام، إدارة التربية، إدارة الثقافة، إدارة العلوم والبحث العلمي، إدارة المعلومات والاتصال، إدارة الشؤون الإدارية والمالية.